# Hard Times (filme de 1975)
Hard Times (bra: Lutador de Rua; prt: O Lutador de Rua) é um filme estadunidense de 1975, dirigido por Walter Hill com roteiro de Bryan Gindoff e Bruce Henstell. 

## Sinopse
Durante a chamada Grande Depressão, na cidade de New Orleans, em 1933, um homem chamado Chaney decide, para tentar vencer na vida, participar de lutas de boxe na rua. Ele se destaca, é contratado e levado para a cidade de Nova York.

## Elenco
- Charles Bronson: Chaney
- James Coburn: Speed
- Jill Ireland: Lucy Simpson
- Strother Martin: Poe

## Recepção crítica
O crítico estadunidense Roger Ebert escreveu que Hard Times é "Um poderoso e brutal filme, com a performance definitiva de Bronson"